# ガードナー・デンバー

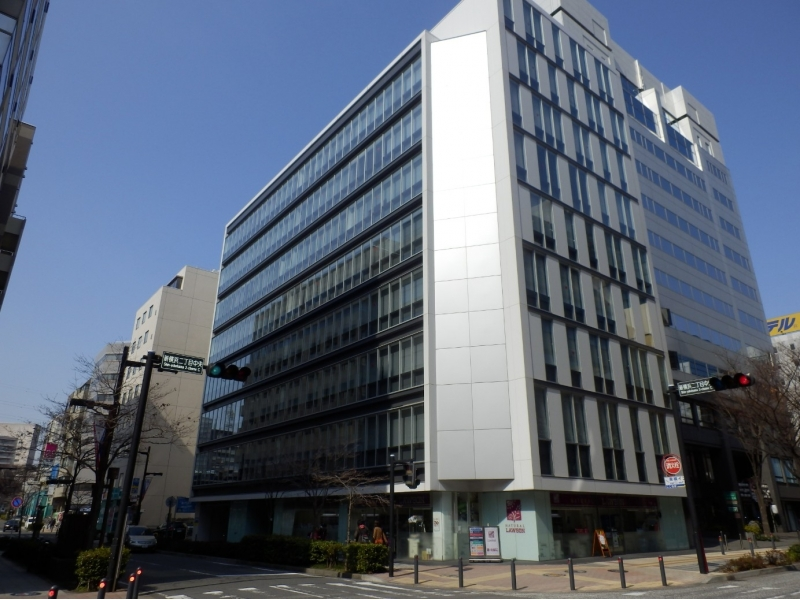
日本法人の本社があるアーバス新横浜

ガードナー・デンバー株式会社は、アメリカ合衆国ノースカロライナ州デビッドソンに本社を置く産業機械メーカーであるIngersoll Rand社（旧Gardner Denver社）の日本法人。
主に真空ポンプ、コンプレッサー、ブロアーなどの空気圧機器を製造・販売する。

## 概要
様々な産業用のコンプレッサー、ポンプ、送風機、その他のエンジニアリング・ソリューションをグローバルに製造・販売している。特に石油・ガス製造に使用されるポンプや消耗品、空気処理システム、純正交換部品、化学薬品、環境技術のための流体移送装置など圧縮空気と真空ソリューションを専門に扱っており、ポンプの分野においてはオイルレスWOB-L（揺動式）ピストン、ダイアフラム、ロータリーベーン、リニア、ペリスタポンプなどのカスタマイズポンプおよびシステムソリューションを提供している。

## 所在地
- 本社 - 横浜市港北区新横浜2-6-1 アーバス新横浜
- 八潮事業所 - 埼玉県八潮市浮塚267-1

## 沿革
- 1859年 - 米国にてロバート・ガードナー氏がガードナー・ガバナー社を設立。
- 1927年 - デンバー・ロック・ドリル社と合併し、社名をガードナー・デンバーに変更。
- 1943年 - ニューヨーク証券取引所に上場。
- 1990年1月 - 日本法人を設立。
- 2013年 - 米国のプライベート・エクイティ企業であるコールバーグ・クラビス・ロバーツ社（KKR）により買収され非公開企業となる。
- 2014年 - メディカル事業であるガードナー・デンバー・メディカル（Thomasブランド）のグローバル本部をドイツのミュンヘンに設立。
- 2017年5月 - ニューヨーク証券取引所に再上場。
- 2018年1月 - 日本法人の本社を横浜市港北区新羽町から、横浜市港北区新横浜のアーバス新横浜に移転。
- 2020年2月 - グローバルのGardner Denver Holdings Inc. が、Ingersoll-Rand Plc（現在はTrane Technologiesとして知られている）の産業部門を買収し、買収先の社名であるIngersoll Rand Inc.に名称変更。